# Myrmica emeryi
Myrmica emeryi  (лат.) — вид мелких муравьёв рода Myrmica (подсемейство мирмицины). Индонезия.

## Распространение
Юго-Восточная Азия: Индонезия, остров Pulo Laut (юго-восточнее Борнео). Единственный вид рода Myrmica, обнаруженный в Южном полушарии.

## Описание
Мелкие коричневые муравьи длиной около 5 мм с очень длинными шипиками заднегруди. Дорсальная поверхность груди и залочная часть головы покрыты многочисленными длинными волосками. Почти всё тело (голова и грудка, стебелёк) покрыто грубыми продольными морщинками. На голове между морщинками пунктуры отсутствуют. Скапус усика рабочих длинный; петиоль также удлинённый. Стебелёк между грудкой и брюшком состоит из двух члеников: петиолюса и постпетиолюса (последний четко отделен от брюшка), жало развито, куколки голые (без кокона).

## Систематика
Близок к видам из комплекса Myrmica ritae-complex и группы Myrmica ritae-group. Наиболее отличительной чертой данного вида служат длинные спинные волоски и экстремально грубая скульптура верхней поверхности головы, где на уровне между лобными валиками и глазами расположены только 4 морщинки (только виды Myrmica pulchella, Myrmica sinensis, Myrmica margaritae обладают сходными признаками грубой морщинистости). Вид был впервые описан в 2009 году энтомологами А. Г. Радченко (Украина) и Г. Элмсом (Великобритания) и назван в честь крупного итальянского мирмеколога профессора Карла Эмери (1848—1925).